# 幸せの時間
『幸せの時間』（しあわせのじかん）は、国友やすゆきによる日本の漫画。双葉社の漫画雑誌『週刊漫画アクション』で1997年から2001年に連載された。続編にあたる『新・幸せの時間』（しん・しあわせのじかん）は『漫画アクション』で2005年から2014年まで連載された（2018年12月からは同社の『週刊大衆』で再録連載）。本項目では、この続編についても述べる。
2012年に田中美奈子主演によるテレビドラマが東海テレビ制作昼の帯ドラマ枠にて放送されたが、社会問題となった。

## あらすじ

### 幸せの時間
念願のマイホームを手に入れたエリートサラリーマンの主人公・浅倉達彦。愛する妻・智子と2人の子供に囲まれ、幸福の絶頂にいた。だがある雨の日に、智子が運転する車で高村燿子を轢いた事故をきっかけに家族崩壊が始まる。達彦は燿子と不倫関係に陥り、横領も発覚する。自分の家族こそが理想の家族と信じていた長男・良介は高校を中退し、バンドメンバーの奈津と同棲する。クールで大人びた高校生の長女・香織は達彦の同僚・矢崎修との秘密の関係に発展する。そして智子もまた、再会した柳との関係に溺れていく。浅倉家に幸せは戻るのか??

### 新・幸せの時間
『幸せの時間』に登場した、達彦の長男・良介が主人公。2年前に牧原ちづると運命的な出会いを果たし、婿養子となった牧原良介。ちづるの父親が社長を務める牧原物産で働き、ちづるの両親と2世帯住宅に同居し、暖かな家族に囲まれ穏やかで幸せな日々を過ごしていた。しかし、義妹の小夜子が留学先から帰国してから、少しずつその歯車が狂い出していく。

## 登場人物

### 幸せの時間
浅倉達彦
本作の主人公。一流企業に勤めるエリートサラリーマン。だったが、燿子との出会いで変わっていく。
浅倉智子
達彦の妻。柳と関係を持つ。
浅倉良介
達彦・智子の長男。高校中退後、奈津と同棲。
浅倉香織
達彦・智子の長女。良介の妹。矢崎と関係を持つ。
高村燿子
達彦の愛人。智子の交通事故被害者。達彦の出張先の台湾に同行した際、達彦に裏切られた上、置き去りにされる。
奈津
良介の友人。バンドのメンバー。
矢崎修
達彦の友人。だらしがない男。
矢崎江里子
矢崎の妻。病気で亡くなる。
篠田
ガーデニング講師。一目ぼれした智子をレイプする。
白川
取引先のやり手営業部長。達彦と関係を持つ。
後藤
既婚者。家出した智子と知り合い、関係を持つ。
柳
智子の高校時代の友人。智子と関係を持つ。
望月
宣伝部。買い物依存症。マゾヒズム。
片岡
元建設大臣。サディスト。望月と親密になる。

### 新・幸せの時間
牧原良介
主人公。ちづるの夫、婿養子。
牧原ちづる
良介の妻。引ったくり犯を撃退した良介と運命的な出会いをする。
牧原小夜子
ちづるの妹。アメリカに留学していたが帰国する。
牧原麟太郎
ちづる・小夜子の父。牧原物産社長。良介と小夜子の情事を目撃し倒れる。
牧原貞子
ちづる・小夜子の母。
松岡圭造
ちづるの大学時代の先輩、小夜子の元家庭教師。牧原物産に入社する。
遠藤珠美
良介の部下で後の良介の愛人。良介に惚れていて、持ち前の美貌で我が物にしようとする。
火浦
経済産報社記者。良介が仕入れたキャビアの原産地を取材する中で、珠美を本気で好きになる。

## 単行本

### 幸せの時間
- 双葉社 ACTION COMICS、全19巻

1. 1997年9月27日 ISBN 4-575-82284-1
2. 1997年12月5日 ISBN 4-575-82306-6
3. 1998年3月12日 ISBN 4-575-82323-6
4. 1998年6月10日 ISBN 4-575-82345-7
5. 1998年9月12日 ISBN 4-575-82373-2
6. 1998年11月12日 ISBN 4-575-82388-0
7. 1999年1月11日 ISBN 4-575-82399-6
8. 1999年3月12日 ISBN 4-575-82414-3
9. 1999年5月12日 ISBN 4-575-82426-7
10. 1999年7月8日 ISBN 4-575-82439-9
11. 1999年9月10日 ISBN 4-575-82450-X
12. 1999年11月11日 ISBN 4-575-82464-X
13. 2000年1月8日 ISBN 4-575-82479-8
14. 2000年4月12日 ISBN 4-575-82489-5
15. 2000年7月12日 ISBN 4-575-82506-9
16. 2000年10月12日 ISBN 4-575-82520-4
17. 2000年12月8日 ISBN 4-575-82534-4
18. 2001年2月13日 ISBN 4-575-82547-6
19. 2001年4月12日 ISBN 4-575-82559-X

- 双葉文庫名作シリーズ、全12巻

1. 2008年1月15日 ISBN 978-4-575-72657-2
2. 2008年1月15日 ISBN 978-4-575-72658-9
3. 2008年2月19日 ISBN 978-4-575-72662-6
4. 2008年2月19日 ISBN 978-4-575-72663-3
5. 2008年3月18日 ISBN 978-4-575-72666-4
6. 2008年3月18日 ISBN 978-4-575-72667-1
7. 2008年4月15日 ISBN 978-4-575-72670-1
8. 2008年4月15日 ISBN 978-4-575-72671-8
9. 2008年5月20日 ISBN 978-4-575-72672-5
10. 2008年5月20日 ISBN 978-4-575-72673-2
11. 2008年6月17日 ISBN 978-4-575-72676-3
12. 2008年6月17日 ISBN 978-4-575-72677-0

- 双葉社 ACTION COMICS 新装版、全9巻

1. 初めての裏切り 2012年11月5日 ISBN 978-4-575-84150-3
2. 家族の中の他人 2012年11月5日 ISBN 978-4-575-84151-0
3. 仮面の夫婦 2012年11月19日 ISBN 978-4-575-84152-7
4. 妻の秘め事 2012年11月19日 ISBN 978-4-575-84153-4
5. 欲望の果て 2012年12月3日 ISBN 978-4-575-84165-7
6. 戻れない二人 2012年12月3日 ISBN 978-4-575-84166-4
7. 戦慄の目撃者 2012年12月17日 ISBN 978-4-575-84167-1
8. 欲望と絶望のはざま 2012年12月17日 ISBN 978-4-575-84168-8
9. 破滅というゴール 2012年12月24日 ISBN  978-4-575-84169-5

### 新・幸せの時間
- 双葉社 ACTION COMICS、全21巻

1. 2005年10月28日 ISBN 4-575-83157-3
2. 2006年2月25日 ISBN 4-575-83205-7
3. 2006年8月28日 ISBN 4-575-83248-0
4. 2007年3月28日 ISBN 978-4-575-83341-6
5. 2007年8月28日 ISBN 978-4-575-83396-6
6. 2008年2月28日 ISBN 978-4-575-83455-0
7. 2008年8月28日 ISBN 978-4-575-83526-7
8. 2009年2月28日 ISBN 978-4-575-83582-3
9. 2009年7月28日 ISBN 978-4-575-83653-0
10. 2010年2月27日 ISBN 978-4-575-83721-6
11. 2010年8月28日 ISBN 978-4-575-83804-6
12. 2011年1月28日 ISBN 978-4-575-83862-6
13. 2011年9月28日 ISBN 978-4-575-83966-1
14. 2012年3月28日 ISBN 978-4-575-84049-0
15. 2012年11月28日 ISBN 978-4-575-84159-6
16. 2013年4月26日 ISBN 978-4-575-84223-4
17. 2013年11月28日 ISBN 978-4-575-84316-3
18. 2014年2月28日 ISBN 978-4-575-84361-3
19. 2014年5月28日 ISBN 978-4-575-84414-6
20. 2014年10月28日 ISBN 978-4-575-84515-0
21. 2015年1月28日 ISBN 978-4-575-84566-2

## テレビドラマ
2012年11月5日から12月28日まで東海テレビ制作によるフジテレビ系列の昼の帯ドラマで放送された。キャッチコピーは、「女は愛を奪い合う。」。平均視聴率4.7%。
本枠での漫画作品のドラマ化は『花衣夢衣』（2008年）以来、約4年ぶりとなる。日本テレビグループの日テレアックスオン（AX-ON）が本枠で初めて制作に関わった。同局の昼ドラでは珍しい自社制作。
- 田中美奈子は『ワンハート〜この空の下で〜』（2003年、CBC制作・TBS系）以来、約9年ぶりの主演作であり、[2]、この枠では『新・風のロンド』（2006年）以来、約6年半ぶりの出演、同枠では初の主演となる[3]。また西村和彦は『緋の十字架』（2005年）以来、約7年ぶりの昼ドラ出演となった。病気療養のために芸能活動を一時休止していた高樹澪は『ハッピィサルベージ』（2000年、テレビ朝日系）以来、約12年ぶりの連続ドラマ出演となる。
- 主人公は、原作の主人公である達彦から妻の智子に変更された。男性視点で描かれている原作を女性からの視点で描き、原作にはないオリジナルエピソードも盛り込まれた。
- その一方で、原作漫画で描かれていた濡れ場のシーンにおいては、地上波テレビドラマの放送コードに合わせてデフォルメしつつも原作に忠実かつ具体的な演出が試みられた。結果、近年のテレビドラマにて類を見ない濃厚かつ実践的な性描写となり、各方面からの大きな話題で注目され、平日の昼間ながら10%を超える高い視聴率を得た回もあった。しかしその反動も大きく、視聴者からの苦情が殺到し、放送倫理・番組向上機構（BPO）の審査対象（後述）となったことで再編集が行われ、中期以降の回からは描写がトーンダウンし[4][5][6]、それまでの高視聴率も一気に下がることとなった。
- 2013年3月4日BPOの青少年委員会は、「番組制作者は国民の教養形成という公共善実現の仕事をしているとの自覚を持ってほしい」という委員長談話を発表した。ドラマに対して委員長談話が発表された初めてのケースとなった。談話を受けて同日、東海テレビは編成制作担当の取締役と制作局局員の4人に対し減給などの処分を行った（後述）。

### キャスト
浅倉 智子(42) - 田中美奈子
達彦の妻。旧姓：岡島。1969年5月17日生まれ。料理が得意とし家族のために手の込んだ弁当を作ってはデジタルカメラで撮影している。潔癖症な面があり、耀子と浮気した達彦の下着をすべて捨て、新しいものに買い換えた。達彦を駅へ送りに車を運転中、耀子を轢いたことで取りまく環境が変わっていくが、偶然再会した柳と肉体関係を持つ。見た目の印象だけで良介と奈津との交際を反対していたが、息子の子を妊娠した奈津と彼女のために大学受験を取りやめた良介との問題に向き合う中で奈津が長年抱えていたトラウマを知り、奈津とお腹の子を守るために家族として接する決意をする。達彦と離婚後は親権を得て香織と実家で暮らしながら、弁当作りの講師となって主婦たちに指導する。
浅倉 達彦(45) - 西村和彦
智子の夫。東京未来クリエーション第一営業部次長→部長。1966年10月4日生まれ。父親の事業失敗もあり、奨学金を受けて大学を卒業。自身の会社で開発を手がけるアザレアニュータウンに系列業者が設計・施工を行った新築住宅を購入。家庭を守りたいと思いながらも、智子の妊娠中にみどりと、その後も雅代や耀子と肉体関係を持ち、智子を欺いている。接待先のクラブで耀子と再会。会社で進めていた事業計画を成功させるべく無理やり古河に渡された賄賂を渡し、片岡と会うよう頼むが、妊娠を告げられて片岡を憤慨させ、事業計画の話が白紙になっただけでなく、雅代に古河から賄賂を受け取っていたことと自身との関係を明かされ、晨宗建設に手抜き工事を指示していた楠田の保身のために会社を追われる。その後は矢崎に紹介された町工場に再就職し、物言わぬ状態の耀子の看病を続ける。
浅倉 良介(18) - 上遠野太洸（幼少期：伊藤悠太、少年期：石田竜輝 / 第25話）
達彦・智子の長男。引越当日の夜には念願の一人部屋で隠していたWOoooo!B組2012年9月号（表紙・佐藤さくら）のページでマスターベーションしようとした際、天井の顔のようなシミに気付く。その後は公園で知り合った奈津が気になり、自室で勉強の途中、奈津の口元や胸と脚を思い出しながら、悶々として「好きだよ。奈津ちゃん。ハァハァ。」とマスターベーションをするほどになる。智子の反対をおして交際を続けるが、奈津の妊娠を知って二次試験当日に受験を取りやめ、奈津と一緒に暮らしながら、昼間はガソリンスタンド、夜は居酒屋でアルバイトをするフリーターに。奈津にプロポーズするも、中絶したと告げられ一度は断られるが、喜代美との不仲によるトラウマを受け止め、再度プロポーズし結婚。自宅が欠陥住宅であったことが契機となり建築の勉強を始め、見学していた一戸建て住宅の建設現場で棟梁（演：樋浦勉）に弟子入りを志願して大工となる。
浅倉 香織(15) - 伊藤梨沙子（乳児期：小口月渚 / 第25話）
達彦・智子の長女。中学3年生→高校1年生。中高エスカレーター式の学校に通い、音大に進学させたい智子の意向によりバイオリンを習っている。智子の作った弁当をクラスの男子相手にオークションして小遣い稼ぎをし、後にそれを知った智子と一時親子関係が不和となる。絵里子の入院費を支払えないほど金に困っている矢崎のために援助交際を決意したが、奈津に紹介された松本を拒絶して憤慨させた上、再度紹介された吉野とは肉体関係を結ぶ直前に駆けつけた良介と矢崎に止められる。矢崎と絵里子に家族のぬくもりを求め、やがて実の家族以上の強い絆で結ばれていく。柳にバイオリンの指導を受ける中で音楽の楽しさを知るが、母親との不倫関係を知り二度とバイオリンを弾かないと宣言。しかし自ら計画した矢崎との結婚式でバイオリンを弾いて祝福してほしいと絵里子に頼まれ演奏する。その後は高校で音楽クラブに所属し、バイオリンを続けている。
高村 燿子(29) - 神楽坂恵（第1 - 16・22 - 話）
松上電機に勤めていた派遣社員。寝たきりの父親がいる。智子が運転する車に轢かれ、加害者の夫である達彦に父親の姿を重ね、彼との出会いに運命を感じ、肉体関係を持つ。達彦から別れを告げられ、直後に容態が急変した父親も亡くなり、失意の中でマンションを引き払う。その後は春菜の源氏名で銀座のクラブのホステスとなる。再会した達彦から片岡と個人的に会うよう金を渡され、父親の遺影の前で一度だけ関係を持つことを条件に引き受けるが、達彦の子を妊娠したことを片岡に告げてクラブを辞める。智子たちが出て行った後、良介が投げ捨てた鍵を拾って浅倉家に勝手に上がりこんで達彦に結婚を迫るが、流産してしまう。包丁を手に浅倉家に乗り込んで達彦に一緒に死のうと迫るが、庇った篠田を刺した直後、倒壊したがれきの下敷きになり、植物状態となる。
篠田 俊夫(31) - 川久保拓司（第1 - 13・15 - 19・22・24・26 - 28話）
生花店・ローズマリー店主。智子に異常な愛情を抱いており、それを知った耀子に唆されて智子をレイプするが拒絶され、手首を切って自殺を図る。回復後、心身に深い傷を負わせた智子に幸せになってほしいとの願いから達彦と耀子の関係を探り、自宅で柳と密会していた智子に二人の関係を疑った達彦の帰宅を知らせるなど、智子を救うこともあった。浅倉家で達彦を庇って耀子に刺されて亡くなる。遺骨は既に縁を切ったから（経緯は本編では触れられず）と兄弟たちに引き取りを断られたため智子の手によって供養され、形見の花ばさみも智子が大切に使っている。
望月 雅代(24) - 巻野わかば（第1・4・8・10・12・15 ・16・ 19・26・29・34・35話）
達彦の部下。セックスフレンドの一人でもあるが、別に男がいる。達彦が耀子と関係を持ち始めた頃から相手にされなくなって不満が募り、達彦が古河から賄賂を受け取っていたことを楠田に報告した上、同僚たちの前で自身と達彦との関係を公表する。
北島 奈津(19) - かでなれおん（幼少期：池田結南 / 第28・30話、少女期：小島綺乃 / 第30話）（第2・3・5・6・8 - 16・18・22 - 話）
画家志望の女性。駅通り公園で似顔絵描きをする傍ら、援助交際で稼いでいる。同じマンションに住んでいる耀子が達彦と一緒に帰ってきたところを目撃し、公園で知り合った良介の父親が達彦だと知る。香織に援助交際の相手を紹介したことから、智子に浅倉家に二度とかかわらないよう告げられるが、以降も良介と会っており、援助交際もやめた。やがて良介の子を妊娠するが、良介のためを思い、中絶したと嘘をついてプロポーズを断る。母・喜代美から人を不幸にすると罵られ続けたトラウマから幸せになってはいけないと自分を否定していたが、理想の母親像を抱いていた智子に全てを打ち明け、過去を乗り越える。その後良介と結婚し、長女・美結を出産。
三浦 みどり(43) - 高樹澪（第2・4・7・10・12・15・16・18・27話）
智子の幼馴染、親友。結婚していたが、夫が同性の恋人の元に行ってしまい、智子の妊娠中に達彦と肉体関係を持った過去がある。
柳 浩一(42) - 城咲仁（第17 - 29話）
智子の初恋の相手。バイオリン講師。小学生時代から高校時代まで智子とは同じ音楽教室の生徒だった。何人もの女性を泣かせており、友人に急かされる形で由紀と結婚したが、妻のことは妹のようにしか思っていない。再会した智子から香織のバイオリン指導を依頼され、クリスマスに仕事で急に行けなくなった達彦の代わりにディナーを共にした際、智子も自分のことを想っていたことを知る。その後家族の悩みを抱えていた智子と肉体関係を持つ。やがて不倫関係にスリルを求め、由紀と別れて智子と一緒になろうとしたが、耀子の企みで由紀にすべてを知られ、お仕置きとしてペニスを切りつけられ（この影響で刃物恐怖症となる）、智子と別れる。
柳 由紀(31) - 保田圭（第15 - 17・19・21 - 24・27 - 29話）
柳の妻。カフェ・BONACCIA経営。女子校出身で、明るく元気な性格。柳の女癖を知りながらも10年間一途に思い続け、柳の友人の店でバイトしていた縁で結婚。耀子の企みによって最愛の夫と信頼していた智子の裏切りを知り、浅倉家に乗り込んで智子に庭にあった植木鉢を投げつけて頬が腫れるまで何度も引っ叩いた挙句、カフェの店内で柳と肉体関係を持っている最中に、包丁で彼のペニスを切りつける。
高村 昌嗣 - 片庭巌（第1・4・5・15話）
耀子の父親。20年前に家を出て女性のところに行って以来、長年音信不通だったが、女性に刺されて病院に運ばれる。意識が戻らぬまま寝たきりになっていたが、容態が急変し亡くなる。
浅倉 安昭(72) - 山野史人（第2・19 - 21話）
高松に住む達彦の父親。智子の舅。滋子が強く言ってきても智子を庇っていたが、隆久への羨望から智子の尻を触ったり、入浴中の浴室を覗いた。
浅倉 滋子(69) - 山本道子（第2・19 - 21話）
高松に住む達彦の母親。智子の姑。下品で知性と教養がない。息子を溺愛している。
岡島 隆久(70) - 佐々木勝彦（第4・14・19・21 - 22話）
智子の父親。会社の重役。ゴルフ練習場で急性心筋梗塞を起こし倒れ死去。
岡島 佐代子(68) - 丘みつ子（第4・14・19・21 - 22・24・39話）
智子の母親。智子にとっては両親が理想の夫婦像だったが、隆久の死後、長年抑えていた本音を爆発させ、隆久の遺骨を捨てるよう智子に告げる。智子をもうけた時に姑からひどい扱いをされても隆久が庇ってくれなかったばかりか、隆久が前立腺の手術後、肉体関係を持てなくなっても一言の謝罪もなく、その瞬間、夫に愛され夫婦生活が楽しかったことを認めたくなくなったからで、もっと本音をぶつけていればよかったと後悔する。達彦と離婚した智子と香織を実家に迎え入れ、弁当作りの講習では智子をサポートする。
矢崎 絵里子(50) - 筒井真理子（第5・6・8 - 10・14・17 - 18・22・27話）
矢崎の妻。重い病気で入院している。香織のサプライズで病院で結婚式を挙げ、矢崎に看取られながら息を引き取る。
矢崎 修(46) - 柳沢慎吾（第1 - 5・8 - 10・12 - 15・17 - 19・22 - 23・26・28話）
達彦の同僚。既婚だった絵里子を奪い一緒になる。絵里子を愛しているが、雅代の尻を追ったり、香織に肉体関係を迫っている。
楠田 - 小田桐一（第7・16・18・20・23・29 - 30話）
東京未来クリエーション常務。事業計画をすすめるべく片岡との接待を達彦に任せるが、アザレアニュータウンの手抜き工事を指示し多額の賄賂を受け取っていた罪を達彦にかぶせるために金を渡すよう古河に依頼していた。
小野寺 - 奥充弘（第8・9・13話）
絵里子が入院する病院の事務職員。入院費の支払いが滞っている矢崎に支払いを迫る。
松本 - 西村秀人（第12話）
奈津が最初に香織に紹介した援助交際の初老の客。ロリコンの趣味があり、制服を着せた状態で肉体関係を求めるが、香織が拒み激怒させる。
吉野 - 天蝶二（第13・14話）
奈津が2度目に香織に紹介した援助交際の相手。アキバ系オタクの風貌でバージンの女性を求めていたが、香織を椅子に縛りつけ迫ろうとした時、奈津から居場所を聞いて駆けつけた良介と矢崎に撃退される。
古河 雄一郎 - 牧村泉三郎（第17・20話）
東京未来クリエーションの下請け会社・晨宗建設社長。アザレアニュータウンに建てた住宅数棟に廃材を使ったことを達彦に追及され認める。しかしそれが知られると開発中のアザレアニュータウンIIの仕事が無くなり会社の経営が厳しくなると達彦に賄賂を渡して口止めさせようとするが断られ、逆に開発を指揮した達彦の監督責任が問われるかもしれないと告げる。楠田の指示で部長昇進の祝いと称し、強引に達彦に200万円の賄賂を手渡すが、手抜き工事による自宅の異変に気づいた達彦に追及され、楠田の元に多額の賄賂が流れたことを記した遺書を遺して自殺する。
村岡 - 渡辺道子（第17話）
村岡バイオリン教室講師。智子に香織がレッスンを休んでいることを告げ、音大進学を本気で考えているとは思わなかったと話す。
珠子 - 栗田よう子（第23 - 24・29 - 30話）
銀座のクラブのママ。
片岡 平蔵 - 五代高之（第23 - 24・27・29話）
日本創生党の国会議員。元建設大臣。接待の席で春菜（耀子）を気に入り、個人的に引き合わせるよう達彦に依頼する。
北島 喜代美 - 山下容莉枝（第29 - 31話）
奈津の母親。小料理店の女将。付き合ってきた男性の入れ替わりが激しく、奈津との帰宅する約束を反故にして部屋に放置し外泊し続けていた。また新しい父親として連れてきた男性（演：赤木伸輔 / 第30話）が奈津に手を出したのを目撃するも奈津が誘惑したと決め付けて罵倒し続け、奈津の心に深い傷を残した。
西田 - 中山さおり（第30話）
ホワイトレディスクリニック医師。
山本 - 大野ひとみ（第30話）
ホワイトレディスクリニックの患者。待合室で奈津に子供の似顔絵を贈られる。

### スタッフ
- 企画：中島資太（東海テレビ）
- 原作：国友やすゆき『幸せの時間』（双葉社）
- 脚本：いずみ玲
- 音楽：甲斐正人
- 音楽制作：細井虎雄、高本光広、蕪木由美子
- 音楽監修：宮津まり子
- 弁当デザイン：宮澤真理
- 弁当制作：シダックス
- 広報：胡桃千春（東海テレビ）、服部明宏（東海テレビ）
- 技術協力：フォーチュン
- 美術協力：アックス
- 音響効果：スポット
- スタジオ：緑山スタジオ・シティ
- 演出：松原浩（AX-ON）、本間美由紀（AX-ON）、森雅弘（AX-ON）
- プロデュース：西本淳一（東海テレビ）、猪飼健夫（東海テレビ）、大森美孝（AX-ON）
- 制作協力：AX-ON
- 制作著作：東海テレビ

### 主題歌
- Ms.OOJA 「見上げてごらん夜の星を」（ユニバーサルシグマ）

### 放送日程
| 第1週 | 第1話  | 11月05日 | 妻vs愛人!超刺激的昼ドラ    |
| 第1週 | 第2話  | 11月06日 | 妻vs愛人!超刺激的昼ドラ    |
| 第1週 | 第3話  | 11月07日 | 妻vs愛人!超刺激的昼ドラ    |
| 第1週 | 第4話  | 11月08日 | 妻vs愛人!超刺激的昼ドラ    |
| 第1週 | 第5話  | 11月09日 | 妻vs愛人!超刺激的昼ドラ    |
| 第2週 | 第6話  | 11月12日 | 花屋の罠、暴走し続ける夫   |
| 第2週 | 第7話  | 11月13日 | 魔性女の悪魔のささやき…    |
| 第2週 | 第8話  | 11月14日 | 仮面を被った理想の家族?    |
| 第2週 | 第9話  | 11月15日 | 嘘と言い訳…忍び寄る亀裂    |
| 第2週 | 第10話 | 11月16日 | 女の嫉妬vs男の嫉妬!!       |
| 第3週 | 第11話 | 11月19日 | 目撃!父と息子それぞれの恋  |
| 第3週 | 第12話 | 11月20日 | 男同士の密約!女狐の微笑み  |
| 第3週 | 第13話 | 11月21日 | 疑惑の品…迫りくる危機が!   |
| 第3週 | 第14話 | 11月22日 | ほころびていく家族の絆…    |
| 第4週 | 第15話 | 11月26日 | 対決!アバンチュールの代償  |
| 第4週 | 第16話 | 11月27日 | ひび割れ家族のやり直し作戦 |
| 第4週 | 第17話 | 11月28日 | 貞淑妻運命のめぐり合わせ…  |
| 第4週 | 第18話 | 11月29日 | 聖夜の告白、甦る初恋の誘惑 |
| 第4週 | 第19話 | 11月30日 | 幸福の仮面が剥がれる瞬間…  |
| 第5週 | 第20話 | 12月03日 | 怒り爆発!!姑に浮気を暴露   |
| 第5週 | 第21話 | 12月04日 | 憧れだった両親の愛なき生活 |
| 第5週 | 第22話 | 12月05日 | 拒めない初恋の彼との時間   |
| 第5週 | 第23話 | 12月06日 | 後戻りできない…妻の裏切り  |
| 第5週 | 第24話 | 12月07日 | 危険な微笑…元愛人の企み    |
| 第6週 | 第25話 | 12月10日 | 岐路に立つ息子vs取り乱す母 |
| 第6週 | 第26話 | 12月11日 | 呆然…加速する家族の崩壊    |
| 第6週 | 第27話 | 12月12日 | 一致した利害!契約成立!?    |
| 第6週 | 第28話 | 12月13日 | 何故!?拒まれたプロポーズ   |
| 第6週 | 第29話 | 12月14日 | 思いやる心と覚悟の選択!?   |
| 第7週 | 第30話 | 12月17日 | 涙の激白!地獄の少女時代    |
| 第7週 | 第31話 | 12月18日 | 崩壊寸前!自慢のマイホーム  |
| 第7週 | 第32話 | 12月19日 | 花言葉は復縁…元愛人の企み  |
| 第7週 | 第33話 | 12月20日 | 夫の疑惑と妻の危険な関係   |
| 第7週 | 第34話 | 12月21日 | 自分しか愛せない哀れな悪魔 |
| 第8週 | 第35話 | 12月24日 | 崩壊寸前!?追いつめられる夫 |
| 第8週 | 第36話 | 12月25日 | 離婚と結婚…恐怖の披露宴    |
| 第8週 | 第37話 | 12月26日 | 悲劇の愛人!!燃え尽きる命   |
| 第8週 | 第38話 | 12月27日 | ありえない新妻の妊娠計画   |
| 第8週 | 最終話 | 12月28日 | 崩壊の果て…衝撃の最終章    |

### 性描写についての苦情と問題化
放送開始直後より、過激な性表現を問題視する視聴者からの苦情が東海テレビ等に多数寄せられ、BPO（放送と青少年に関する委員会。以下、BPOと略す）が2012年12月17日に審議の対象とすることを決定した。BPOは、審議や東海テレビとの意見交換等を経て、2013年1月22日「公共性の高い地上波の表現者が、確たる信念もなく、一定の基準を逸脱した表現を行うことは、地上波における表現の自由に自ら枷をはめ、ともすれば、視聴者を愚弄していると受けとめられる危険性があるということを自覚して」ほしいと指摘した。そして東海テレビに対し、再発防止策の提示や地上波の公共性に関する東海テレビの認識について説明を求めた。
なお、東海テレビはBPOとの意見交換の中で、問題となった性描写について「個別のシーンではなく全体を視聴してから判断してほしい」、「ことさら好奇心を煽ったり、それ自体を強調して売り物にする意図では決してない」などと説明をしている。
これらの経緯を経て、BPOは2013年2月26日の審議において、委員会としては初めて委員長談話を出すことを決定、2013年3月4日、「番組制作者は国民の教養形成という“公共善”実現の仕事をしているとの自覚を持ってほしい」などとする談話を発表した。
（テレビドラマがBPOの審議の対象となったのも初めてである。）
東海テレビは、委員長談話の発表に先立ち、2013年2月25日付けでBPOに対して報告書を提出した。報告では「行き過ぎた性的表現があったと認識し」、「ドラマの制作段階での議論、放送前の段階でのチェック体制に不十分な点があったこと」や「日本民間放送連盟が定めた放送基準、自社の放送基準の運用面に課題があった」と認めた。具体的には「個々のシーンにおいて、視聴者の方々に戸惑いや不快感を与えてしまったことは、演出上、表現上の配慮や工夫が足り」なかったり、「毎回のドラマ最後の次回予告において、過激な性的表現を含むシーンを入れたことも判断に甘さがあった」などとしている。
委員長談話を受け、東海テレビは2013年3月4日付けで役員と従業員の処分を行った。編成・制作担当の取締役を役員報酬10％カット一か月、制作局次長とゼネラルプロデューサーを減給、プロデューサーを厳重注意とした。
一方で東海テレビは、本作公式サイトで、過激さ自体を強調した表現をしている。たとえば、制作発表における国友やすゆきの次のようなコメントを『このドラマの過激さはギリギリ限界…』と題して掲載した。「…過激なシーンが多いので、まずテレビドラマ化はないと思っていました。もしテレビでやっていただくんだったら、昼ドラがいいなあとすごく思ってまして、今回実現して嬉しく思っています。　今、第1話の試写を拝見しまして、皆さん気合が入っていて、ギリギリ限界まで頑張っている感じがあったので…」。

### 関連書籍
- ドラマノベライズ 幸せの時間（ノベライズ：亀山早苗、原作：国友やすゆき、脚本：いずみ玲、双葉文庫）
  - 上巻（2012年11月30日、ISBN 978-4-575-51540-4）
  - 下巻（2012年12月21日、ISBN 978-4-575-51551-0）